# 尹致旺
尹 致旺（ユン・チワン、朝鮮語: 윤치왕、1895年2月17日 - 1982年12月21日）は、韓国の産婦人科医師、軍医である。朝鮮戦争時、彼は軍医官として在職し軍医官を教育、育成した。尹雄烈の庶子であり政治家である尹致昊の異母弟。字は「聖雲」、号は「南圃」。日本名は「伊東致旺」。

## 経歴
1895年、漢城府生まれ。京都帝国大学で学び、1930年8月5日、京都帝国大学大学院で医学博士号を取得（産婦人科分野）。また、グラスゴー大学大学院 医学修士（産婦人科分野）。 1949年8月18日、陸軍本部医務監となる（～1953年9月5日）。。
1953年5月16日、少将に任ぜられる。1956年11月より、第2軍管区司令官。1959年3月、退役した。

## 親族
朝鮮時代の領議政の尹斗寿の子孫である。尹得実は曽祖父、尹取東は祖父、元大韓帝国軍務大臣・法務大臣の尹雄烈は父、尹英烈は叔父、元貴族院朝鮮台湾勅選議員・朝鮮総督府中枢院顧問の尹致昊は兄、元駐イギリス公使の尹致昌は弟、元朝鮮総督府中枢院賛議の尹致旿、元朝鮮総督府中枢院参議の尹致昭、元日本軍騎兵中佐の尹致晟、尹致昞、尹致明、元内務部長官の尹致暎は従兄弟。尹然善は息子、元内務部長官の張錫潤は娘婿、元農林部長官の尹永善は甥、元ソウル大学校総長の尹日善、元満洲国間島省次長の尹明善、元大統領の尹潽善、そして尹源善、尹沢善は従甥である。

## 著書
- 『月経痛』
- 『国家と国民の健康』